# Viola lactea
Viola lactea Sm. – gatunek roślin z rodziny fiołkowatych (Violaceae). Występuje naturalnie w Portugalii, Hiszpanii, Francji, Wielkiej Brytanii oraz Irlandii. 

## Morfologia
PokrójBylina dorastająca do 5–25 cm wysokości, tworzy kłącza.
LiścieBlaszka liściowa ma kształt od owalnie lancetowatego do lancetowatego. Mierzy 12,5–12,5 cm długości oraz 1,5–1,5 cm szerokości, jest niemal całobrzega lub karbowana na brzegu, ma nasadę od klinowej do ściętej i ostry wierzchołek. Ogonek liściowy jest nagi i ma 20–40 mm długości. Przylistki są lancetowate.
KwiatyPojedyncze, wyrastające z kątów pędów. Mają działki kielicha o lancetowatym kształcie i dorastające do 8–11 mm długości. Płatki są odwrotnie jajowate i mają białawą barwę, dolny płatek jest odwrotnie jajowaty, mierzy 14-17 mm długości, posiada obłą ostrogę o długości 3-5 mm.
OwoceTorebki mierzące 5-7 mm długości, o jajowatym kształcie.

## Biologia i ekologia
Rośnie na skarpach i terenach skalistych. Występuje na wysokości do 1500 m n.p.m. Najlepiej rośnie na glebach o lekko kwaśnym odczynie. Kwitnie od kwietnia do czerwca. 